# Мозирје
Мозирје (словен. Mozirje) је градић и управно средиште истоимене општине Мозирје, која припада Савињској регији у Републици Словенији.
По попису становништва из 2011. године, насеље Мозирје имало је 2.085 становника.